# Yaroslav Srokovski

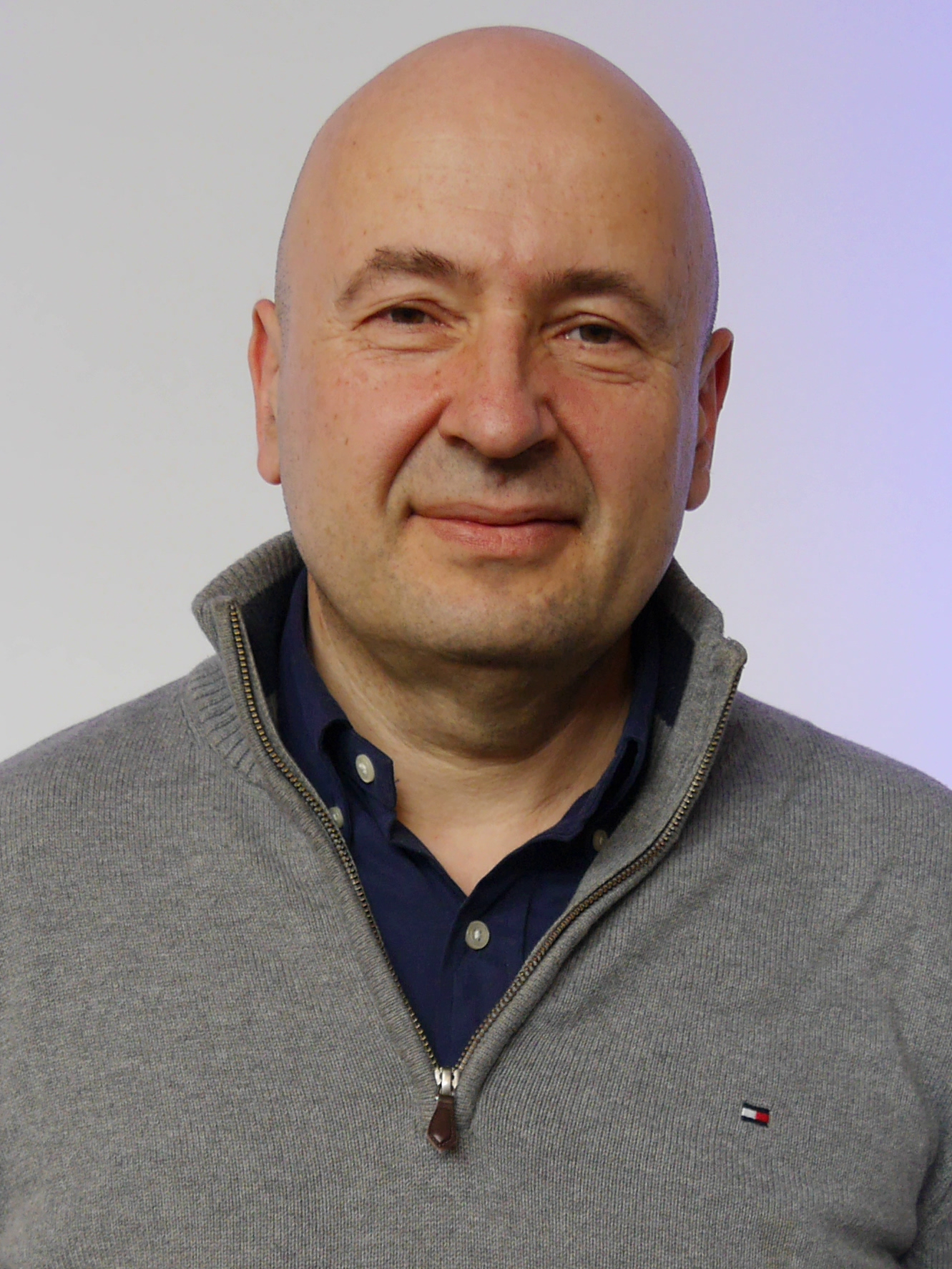
Srokovski, 2018 in Karlsruhe

Yaroslav Srokovski (* 11. August 1961 in Lwiw) ist ein deutscher Schachspieler, der für den ukrainischen Schachverband spielberechtigt ist. Er trägt seit 1993 den FIDE-Titel Internationaler Meister (IM).

## Werdegang und Beruf
Ein Studium (von 1978 bis 1982) an der Sporthochschule in Lwiw (Ukraine) beendete er als Diplomierter Schachtrainer. Er erhielt folgende Trainerlizenzen: A-Trainer des Deutschen Schachbundes und 2009 FIDE Senior Trainer (höchster der fünf Trainertitel der FIDE). 1985 wurde er mit der Tschigorin-Medaille für die besten Trainer der UdSSR ausgezeichnet. 1986 wurde er verdienter Trainer der Ukraine und vom ukrainischen Ministerium für Sport als bester Trainer der Ukraine geehrt. Von 1985 bis 1992 war er Cheftrainer der Hochleistungsschule an der Sporthochschule Lwiw. Von 1992 bis 1993 arbeitete er als Schachtrainer in Jugoslawien, bevor er 1994 nach Deutschland übersiedelte. Seit 2003 ist er neben seinen unternehmerischen Tätigkeiten, auch Landestrainer von Baden-Württemberg und Trainer des Schachzentrums Baden-Baden.
Zu seinen Schülern gehörten Marta Litinskaja, Ekaterina Borulya, Florian Handke, Swetlana Matwejewa sowie Andrij Maksymenko und Mychajlo Kosakow. Unter seiner Leitung gewann Marta Litinskaja zweimal das Interzonenturnier, und zwar 1985 in Schelesnowodsk (UdSSR) und 1987 in Smederevska Palanka (Jugoslawien). Sie belegte außerdem zweimal den dritten Platz beim Kandidatenturnier in Malmö (Schweden) 1986 und Zchaltubo (UdSSR) 1988. Ekaterina Borulya gewann 1994 die Offene Deutsche Meisterschaft der Frauen, war geteilte Erste bei der 33. Deutschen Damenmeisterschaft 1995 und wurde mit der OSG Baden-Baden Deutsche Mannschaftsmeisterin der Jahre 2003, 2004, 2005 und 2008.

## Schachliche Erfolge
Yaroslav Srokovski spielte 1992 mit gutem Erfolg bei internationalen Turnieren in Beʾer Scheva und Kecskemét, worauf ihm 1993 der IM-Titel verliehen wurde.
Nach seiner Übersiedlung spielte er ab 1994 Mannschaftskämpfe in Deutschland und internationale Turniere, wie zum Beispiel 1995 in Enghien-les-Bains, wo seine Frau Ekaterina Borulya besser abschnitt als er. Erster wurde damals Igors Rausis vor Étienne Bacrot.
Da sein Beruf als Schachtrainer und Unternehmer ihn voll in Anspruch nimmt, ist er seit 2007 inaktiv. Zuletzt hatte er in der 2. Bundesliga Süd, Saison 2005/06 gespielt. Srokovskis Elo-Zahl beträgt seit Juli 2006 unverändert 2431. Seine beste Elo-Zahl war 2453, diese erreichte er im Juli 2003.

## Werke
- A. Michaltschischin, J. Srokowski, W. Braslawski: Isolierter Bauer – Theorie des Mittelspiels.
- Jaroslav Srokovsky, Ekaterina Borulia, Wit Braslawski: Mastering the BISHOP PAIR.
- Andrei Maximenko, Jaroslav Srokovsky, Wit Braslawski: Mastering Rook vs. MINOR PIECES.

## Familie
Yaroslav Srokovski ist verheiratet mit der deutschen Schachgroßmeisterin Ekaterina Borulya und hat seit 2000 die deutsche Staatsangehörigkeit. Sie haben zwei Kinder: Alexander Srokovskyi und Andrea Jaqueline Srokovskyi, die ebenfalls schachliche Erfolge aufzuweisen haben. Andrea war 2007 Deutsche Vizemeisterin U10, Dritte bei der Deutschen Jugendmeisterschaft U12 und U14, sowie Badische Meisterin U16. Bestes Ergebnis von Alexander war ein geteilter erster Platz bei der Badischen Jugendmeisterschaft U14.